# Osiedle Jana Czarnockiego
Osiedle Jana Czarnockiego – osiedle w centrum Kielc o zabudowie blokowej w kształcie prostokąta (osiedle zamykają ulice: od wschodu – Tarnowska, zachodu – Żeromskiego, północy – Seminaryjska, południa – Prosta). 
8 lipca 2010 roku osiedle im. prof. J. Czarnockiego odłączyło się od SBM Pionier i stworzyło nową Spółdzielnię Budowlano – Mieszkaniową im. prof. J. Czarnockiego.
Na terenie osiedla znajduje się Dom Pomocy Społecznej oraz Szkoła Podstawowa nr 13 im. Władysława Jagiełły (ul. Prosta 27a).